# New Jersey Brewers
I New Jersey Brewers sono stati una società di calcio statunitense, con sede a Toms River, New Jersey.

## Storia
I New Jersey Schaefer Brewers vennero fondati nel 1972 dalla F. & M. Schaefer Brewing Company per gareggiare nell'American Soccer League. Nella stagione d'esordio i Brewers ottennero il 4º posto nella Northern Conference, non accedendo alla fase finale del torneo.
Nella stagione seguente la squadra chiuse il torneo al 2º posto nella Mid-Atlantic Conference, non accedendo alla fase finale del campionato. 
Nella stagione 1974 la squadra cambia nome in New Jersey Brewers, ottenendo il terzo posto nella East Conference, non accedendo alla fase finale del torneo.
Nella stagione 1975 la squadra chiuse il torneo al 2º posto nella South Division, non accedendo alla fase finale del campionato. La squadra non si iscrisse al campionato seguente.

## Allenatori
- 1972  ?
- 1973  Robert L. McNulty
- 1974-1975  ?